# Близанці
Близанці́ (мак. Близанци) — село у Північній Македонії, входить до складу общини Кратово Північно-Східного регіону.
Населення — 6 особи, всі македонці (перепис 2002) в 4 господарствах.

## Географія
Близанці це невелике селище, розташоване за чотири кілометри на південний схід міста Кратово на південному схилі Осогово.

## Історія
У 19 столітті Близанці були болгарським селом Османської імперії. Згідно зі статистикою Васила Кинчова (Македонська етнографія та статистика) 1900 року Близанці мали 90 жителів, всі болгари-християни.
На початку 20 століття село було під владою Болгарської екзахії. За словами секретаря екзаха Димитара Мішева («La Macédoine et sa Population Chrétienne») в 1905 році Близанці мали 32 болгар-екзархістів. При спалаху Балканської війни одна людина з Близанців добровільно пішла в Македонсько-Адріанопольський Добровольчий корпус.
У 1913 році село було під владою Сербії.